# Charaxes brutus
Charaxes brutus là một loài bướm ngày thuộc họ Nymphalidae. Nó được tìm thấy ở châu Phi (xem phụ loài để biết chi tiết).

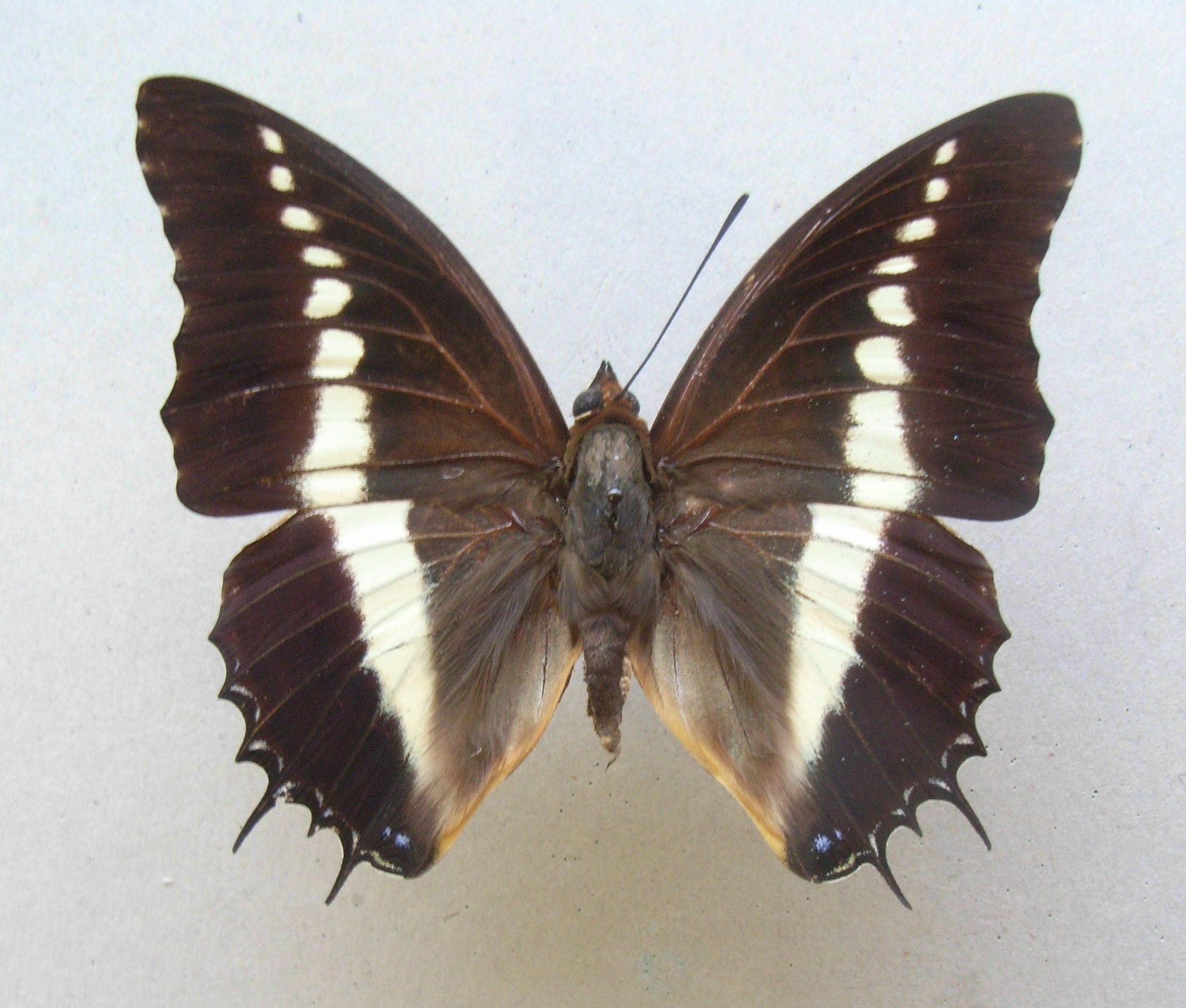

Sải cánh dài 60–75 mm đối với con đực và 75–90 mm đối với con cái. Chúng bay quanh năm.
Ấu trùng ăn các loài Grewia, Entandrophagma delevoi, Trichilia dregeana, Blighia unifugata, Melai azedarach, Trichilia emetica, và Ekebergia capensis.

## Phụ loài
Các phụ loài sau được công nhận:
- Charaxes brutus brutalus (Guinea, Sierra Leone, Liberia, Bờ Biển Ngà, Ghana, Tây Nigeria)
- Charaxes brutus cyclone (Kenya duyên hải & Tanzania)
- Charaxes brutus angustus (Đông Nigeria, Cameroon, Cộng hòa Trung Phi, Gabon, Congo, Bắc Angola, Zaire, Tây Uganda)
- Charaxes brutus natalensause (Nam Phi, Zimbabwe, Botswana, Mozambique, Malawi, Tanzania)
- Charaxes brutus roberta (Đảo Pemba)

## Hình ảnh

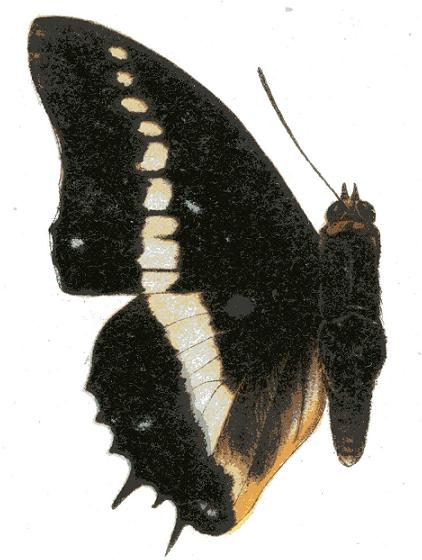
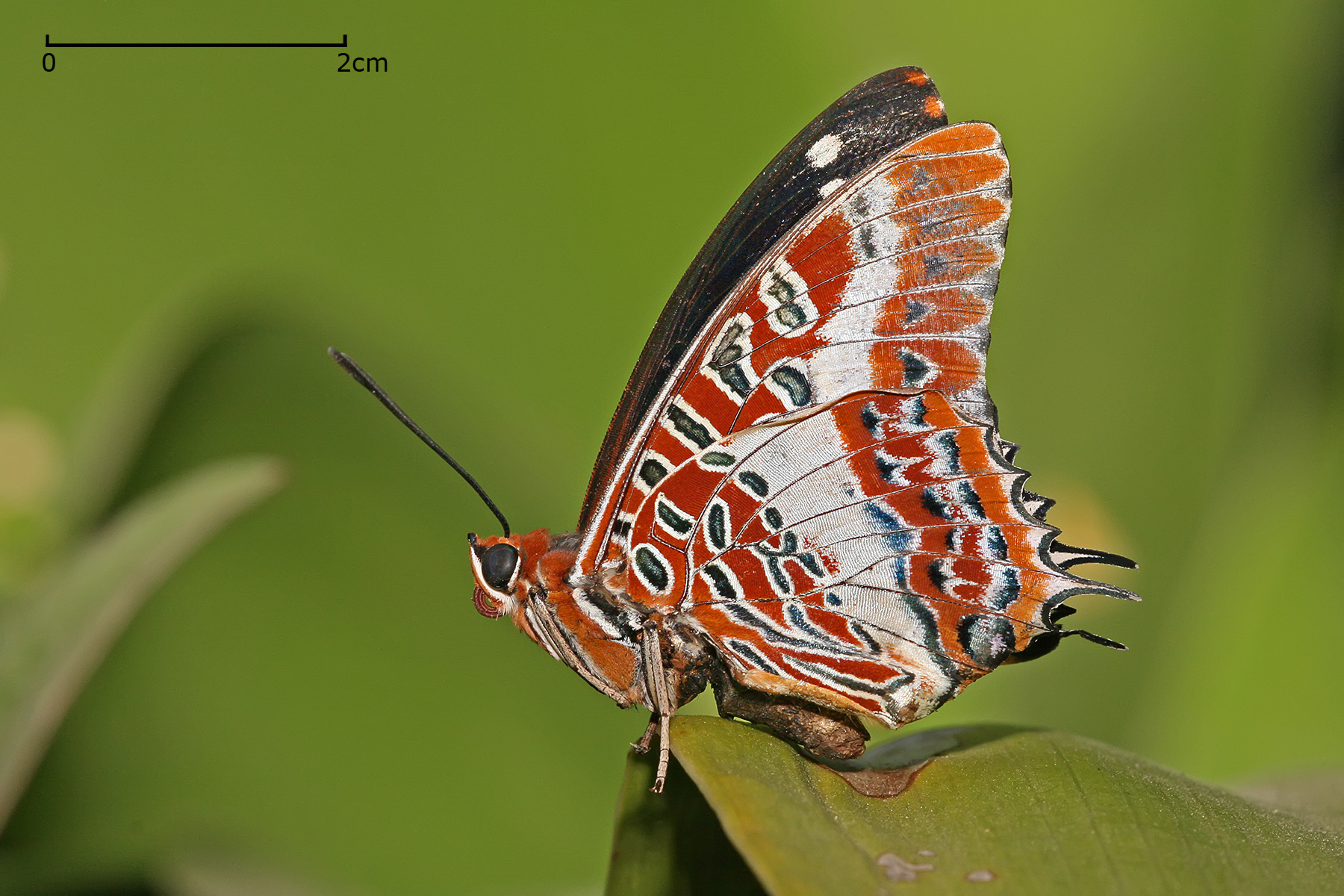
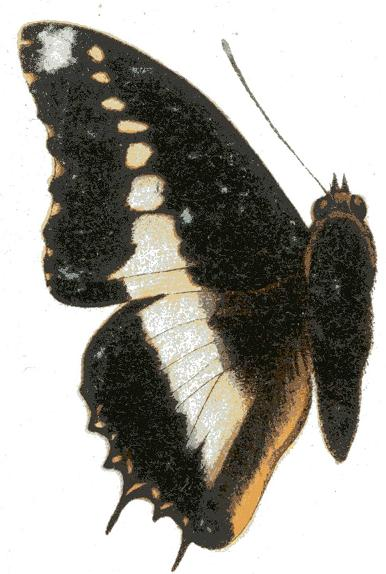